# Меченый (Marvel Comics)
Ме́ченый (англ. Bullseye) — персонаж, появляющийся в комиксах издательства Marvel Comics. Психопат-убийца Меченый использует все возможности для осуществления собственной вендетты против своего врага — Сорвиголовы.

## История публикаций
Созданный сценаристом Марвом Вольфманом и художником Джоном Ромитой ст., персонаж впервые появился в Daredevil #131 (март 1976) нарисованный Бобом Брауном.
Реальное имя и происхождение Меченого неизвестны. Несколько раз он использовал имя Бенджамина Поиндекстера, но также известны случаи где его зовут Лестером. В минисерии Bullseye: Greatest Hits (2004) раскрывается истинное имя преступника — Леонард, а остальные имена придуманы им самим.
В период глобального события Гражданская война комикс о команде состоящей из бывших злодеев Громовержцы начал писать Уоррен Эллис, который включил в неё Меченого.
После событий Secret Invasion, в рамках серии Dark Reign, Меченый становится членом Тёмных Мстителей, выдавая себя за Соколиного глаза. В 2009 году была выпущена ограниченная серия Dark Reign: Hawkeye, за авторством сценариста Энди Диггла. Будучи членом Тёмных Мстителей, он играет важную роль во время серии-кроссовера  Dark Avengers/Uncanny X-Men: Utopia, за авторством Мэтта Фрэкшена. В качестве регулярного члена команды, он появлялся на страницах серии Dark Avengers, с #1 (Март 2009) по #16 (Июнь 2010).
Персонаж был убит Сорвиголовой во время событий Shadowland, однако в #26 выпуске третьего тома комикса "Сорвиголова" Марка Уэйда и Криса Сомни Меченый оказывается жив, а в #27 выпуске описывается каким образом он вернулся и чем занимался.

## Биография

### Юность
Меченый вырос в Бронксе, где он жил вместе с братом и отцом. Основным видом отдыха его брата были занятия с винтовками, что сделало Меченого опытным стрелком. Когда ему было 10 лет, его брат начал стрельбу в их доме в попытке убить отца. После этого Меченый был помещён в приют и стал игроком в бейсбол в средней школе. Он был чрезвычайно талантливым питчером, и ему предлагали стипендию, но вместо этого он решил уйти в лиги местного уровня. После трёх игр, его называли самым худшим игроком. Он не принёс никаких очков за все игры, и просил тренера убрать его из команды. Тренер настаивал, чтобы он закончил игру. Соперник побеждает его команду, и начинает дразнить Меченого, обвиняя того в трусости. Он разозлился и броском мяча убил дразнившего. После этого он сказал только одно слово: «В яблочко». Он был отстранён от профессионального бейсбола и был обвинён в убийстве соперника.
В комиксе Elektra #2, Меченый изображён слабым студентом, живущим в трейлерном парке вместе со своим отцом-алкоголиком, оскорбляющим его. В этой версии, он фальсифицирует самоубийство своего отца, используя пистолетик заряженный игрушечной стрелой.
Его холодное поведение и навыки, дали ему возможность вербовки Агентством национальной безопасности, назначившим его инструктором контрас в Никарагуа. Прибыв туда, он уже планировал оставить агентство. Он планировал ограбить мятежников и сбежать, но вскоре обнаружил, что они были бедны. Меченый сделал лучшее, что мог: в течение семи часов после этого, он повёл мятежников на захват посадочной полосы, которую колумбийские контрабандисты использовали для перевозки кокаина, без которой они не смогли бы сбывать товар. Меченый провозглашает Паоло, своего никарагуанского переводчика, как лидера новой силы. Однако, Паоло был лишь марионеткой. Меченый планировал пригласить несколько преступных группировок для продажи кокаина, представляясь как правая рука Паоло. Он взял бы их деньги и исчез, оставив Паоло на суд бандитов. Но этому помешало прибытие Карателя.

### Криминальная карьера
Меченый — один из самых известных врагов Сорвиголовы. Убийца был нанят Максвеллом Гленном, чтобы уничтожить Сорвиголову, но тот побеждает его в прямом эфире на телевидении. Меченый присоединяется к банде Эрика Слогтера. Они похищают Чёрную Вдову и снова сражаются с Сорвиголовой.
После этого из-за опухоли головного мозга, у него появляются галлюцинации, что каждый, кого он встречает — Сорвиголова. Он начинает убивать случайных людей веря, что это и есть Сорвиголова. Тот спасает жизнь бандита, убрав его ослабевшее тело с рельсов перед надвигающемся поездом. Он оскорблён тем, что спасён героем. Опухоль позже успешно удалили, хотя здравомыслие Меченого остаётся под вопросом. Тогда он начинает работать в качестве главного убийцы Кингпина.

Меченый на обложке Daredevil #181. Художник Фрэнк Миллер

В тюрьме он узнаёт о том, что Кингпин также использует услуги Электры, прежней любви Сорвиголовы. После побега, Меченый пронзает Электру её собственным саи.
Замаскировавшись как дежурный в морге, убийца пытается убить Сорвиголову (в его обычной сущности — как Мэтта Мёрдока) брошенным снарядом, который Сорвиголова блокирует своей тростью. После изучения медицинских отчётов, Меченый убеждается, что Мэтт Мёрдок — Сорвиголова.
После этого Меченый начинает жить только одной целью: убить Сорвиголову. Для этого он сам и с помощью различных альянсов пытается уничтожить героя, но тот не даёт ему сделать это.

### Громовержцы
Последнее время карьера Меченого пошла в гору. После Гражданской войны супергероев он попал в команду «Громовержцев», в которой реабилитированные преступники работали на правительство. Но и здесь Меченый отличался особой жестокостью.
Вместе с главой Громовержцев, Норманом Озборном, он участвовал в битвах за Вашингтон и Нью-Йорк во время вторжения скруллов. Управляя Зевсом, он выстрелил ракетой в скрулла, принявшего облик Жёлтого жакета, которая прошла через его глаз и вывела из строя.
Озборн отправил его на убийство Певчей птицы, наконец предоставив Меченому шанс отомстить. Тем не менее, она была спасена Мечником, который помог ей сбежать.

### Тёмные Мстители

Меченый в роли Соколиного глаза на обложке Dark Reign: Hawkeye #1. Художник — Клинт Ленгли.

После того, как Озборн убил королеву скруллов и встал во главе антитеррористических организаций мира, он собрал свою личную команду — Тёмных Мстителей. В ней под личинами оригинальных героев Норман спрятал бывших Громовержцев. Меченый выступал под псевдонимом Соколиного Глаза.
Норман Озборн поручил ему устранить Дэдпула, у которого украл данные «как убить королеву скруллов», однако Меченый потерпел неудачу.
Во время первой миссии Тёмных Мстителей он убил Моргану ле Фэй, вскоре после её смерти от руки Часового и возвращения к жизни, однако та вновь возвращается с армией демонов.
Тёмные Мстители сражались против преступника, укравшего броню Халкбастер. После убийства пилота, «Соколиный глаз» отключил броню. Это привело к её падению на автобус, в котором находились 36 гражданских. Когда Озборн отчитал Меченого в гибели большого числа людей, тот потребовал объяснить причины на убийство. Вскоре он спас женщину от трёх хулиганов. Он убил их, а затем и пострадавшую, когда та вывела его из душевного равновесия, назвав Озборна его боссом. СМИ удалось заснять этот момент, однако Меченый предотвратил попадание материала в эфир.
Затем Озборн вновь отправил Меченого убить Дэдпула, но его попытки вновь оказались тщетны. В ходе миссии по нейтрализации Электры, та пронзила Меченого его же стрелой. Позже Озборн приказал Меченому устранить Сорвиголову, который был замечен во главе Руки. Здание, где они сражались, оказалось заминировано. После взрыва, Меченый оставил его, насмехаясь над тем, что если бы герой убил его, то люди в здании могли спастись.
Молекулярный человек превратил Меченого в бассейн с водой, однако даже в таком состоянии он пытался атаковать его. Некоторое время спустя, Часовой вернул ему прежнее состояние.
Также он, вместе с другими членами команды, отправился в Манхэттен на поиски Нох-Варра, предавшего Нормана.
Во время Тёмного Правления Озборн приказал Меченому убить жену Часового, подстроив всё так, будто она совершила самоубийство. Во время эвакуации, он взял её с собой в вертолёт и, спровоцировав на оказание сопротивления, сломал ей шею и сбросил в воду. Когда Часовой заподозрил Меченого в содеянном, тот рассказал ему о «самоубийстве» Линди, после чего Роберт отправился на поиски её тела.

### Осада Асгарда и Страна Теней
Во время осады Тёмными Мстителями Асгарда, Лестер дрался в команде Темных Мстителей. Под конец битвы он сбежал из команды, вернувшись к прежнему костюму.
Во время событий Страны Теней, Метт Мёрдок (Сорвиголова) убил Меченого, но Леди Меченая (новая наёмница, названная в его честь) воскресила его. Несмотря на то, что Лестер был парализован, глух и жил только благодаря железному прибору искусственного дыхания, он смог натравить на Сорвиголову целую группу негодяев. Но Сорвиголова победил, и лишил Меченого зрения.
Во время событий Secret Wars Кингпин рассылает приглашение нескольким супер-злодеям посмотреть на конец света, в том числе и Меченому. Их веселье прерывает Каратель, ворвавшийся в бар, чтобы убить как можно больше негодяев перед тем, как всё закончится.

## Силы и способности
Не обладая сверхчеловеческими способностями, Меченый много лет обучался метанию каждого вида метательного оружия, развив способность использовать любой объект как снаряд. В результате с ними он способен достигнуть немыслимых результатов. Например перерезать человеческое горло брошенной игральной картой или убить человека с помощью зубочистки на расстоянии сто ярдов.
Во время тюремного заключения, у Меченого диагностировали дальтонизм.
Меченый имеет хорошую физическую подготовку, благодаря которой может на равных выступать с профессионалами и Олимпийскими чемпионами. Благодаря этому его координация превосходит человеческие пределы.
Из-за различных повреждений, многие кости Меченого были укреплены адамантиевыми полосами, соединёнными со спинным хребтом, полностью состоящем из этого металла. Это повысило его сопротивляемость ранам, а также дало возможность выполнения акробатических приёмов, недоступным простому человеку. В дополнении к этому, он всегда носит кевларовую броню.
Кроме способности метать предметы со смертельной точностью, Меченый — знаток оружия, особенно огнестрельного. Он мастерски владеет разными боевыми искусствами, наряду с простым оружием. Также, преступник полагает, что внимание к нему СМИ даёт ему больше возможностей в бою, создав вокруг него ореол безумца, способного на всё.
100 % точность броска у Меченого возможна лишь в схватке с обычными противниками. В схватке с супер-героями она снижается до 50 %, что давало повод для насмешек над ним.
Меченый имеет навязчивую потребность в изучении всех аспектов, связанных с его будущими жертвами: их планы, способности, отношения к другим людям. Эта информация даёт знание того, чего ожидать от них на поле боя.
Меченый в течение некоторого времени был способен ощутить присутствие Сорвиголовы на психическом уровне.

## Альтернативные версии

### Marvel Zombies
В Marvel Zombies, зомби-версия Меченого появляется среди прочих заражённых супер-злодеев, пытающихся атаковать и съесть вторгнувшегося на Землю Галактуса.

### Ultimate Marvel
Ultimate-версия Меченого появляется в ограниченной серии Ultimate Elektra. Он является наёмным убийцей, состоящим на службе у Кингпина. Тот поручает ему забрать бухгалтерскую книгу у Кеннета Каллена. Замаскировавшись под офицера полиции, он убивает бухгалтера и вступает в конфронтацию с Электрой Начиос. Меченый решает сохранить ей жизнь, чтобы натравить на неё полицию. Затем Фиск приказывает ему убить шантажирующего его адвоката и похитить копию бухгалтерской книги. Он проваливает вторую часть задания из-за вмешательства Электры и Мэтта Мёрдока. Впоследствии Кингпин, желая оценить навыки Электры, предлагает ей сразиться с Меченым. Девушке удаётся выиграть бой, после чего Меченый, чьё настоящее имя Бенджамин Пойндекстер, был схвачен властями.

### Deadpool: Wade Wilson’s War
В сюжете «Война Уэйда Уилсона» Меченый был участником секретного проекта американской армии по созданию суперсолдат и входил в боевой отряд вместе с Дэдпулом, Домино и Серебряным Соболем.

## Вне комиксов

### Кино

Меченый в фильме «Сорвиголова»

В фильме «Сорвиголова» 2003 года роль Меченого исполнил Колин Фаррелл.
По сюжету фильма Меченый — наёмный убийца. По национальности он ирландец, внешне похожий на металлиста или байкера: на нём тренчкот, кожаные штаны, его тело усеяно татуировками, серёжками, а на бритой голове находится шрам в виде мишени.
Меченый использует сюрикэны, которые носит в застёжках на своём поясе в качестве главного оружия, хотя также он применяет множество маленьких объектов: арахис, скрепки, карты, осколки битого стекла и карандаши. По сюжету фильма Меченого нанимает Кингпин для убийства Николаса Начиоса. Меченый выполняет это задание, заставив Электру считать, что это Сорвиголова убил её отца. Сам же злодей чувствует в Сорвиголове личный вызов, так как тот — единственная цель, в которую он когда-либо промахивался. Позже Электра нападает на Сорвиголову, но понимает, что тот не убивал её отца. Электра сражается с Меченым, и тот наносит ей удар одним из её саи (так же, как в комиксах) и её сердце останавливается (в режиссёрской версии, Меченый наносит ей больше повреждений и пронзив её, дарит ей поцелуй, кусая в нижнюю губу).
Меченый преследует Сорвиголову до церкви, и там они борются до тех пор, пока манёвр героя не позволил снайперу S.W.A.T. прострелить Меченому его руки, оставив на них раны в виде стигмат. Раненого Меченого Сорвиголова сбрасывает из окна прямо на крышу автомобиля. Позже Меченый оказывается госпитализированным в больнице, однако он до сих пор способен шприцем пронзить летающую муху.

### Кинематографическая вселенная Marvel
- Персонаж появился в 3 сезоне популярного сериала от Marvel и Netflix «Сорвиголова». Роль персонажа исполнил Уилсон Бетел. Это воплощение персонажа частично основано на его Ultimate-версии, здесь его имя — Бенджамин Пойндекстер, он является спецагентом ФБР. С детства страдал синдромом психопатии из-за смерти родителей. В засаде во время перевозки Уилсона Фиска в пентхаус, устроенной албанцами, Декс расстреливает врагов, используя свою великолепную меткость. Фиск, увидевший способности агента, решил сделать Бена своим союзником. Поиндекстер начал подвергаться психологическим манипуляциям от Фиска. Последней каплей стало отстранение Декса от работы в ФБР, он начинает действовать в красном костюме, очерняя репутацию Сорвиголовы. Позже, Поиндекстер узнаёт, что его давняя подруга Джули Барнс, с которой он собирался наладить отношения, убита людьми Фиска. После этого Декс окончательно сходит с ума. Он пробирается на свадьбу Уилсона Фиска и Ванессы Марианны и пытается убить обоих, но в дело ввязывается Сорвиголова. Происходит битва между Кингпином, Меченым и Сорвиголовой. В ходе драки, Меченому удаётся нанести Фиску несколько ранений путем метания обломков стекла, но последний ломает Поиндекстеру позвоночник. В последней сцене финальной серии показывается операция по имплантированию позвоночника Дексу. Затем можно разглядеть фирменный логотип Меченого, отражающийся в его открытых во время операции глазах.
- Кёртис Роуланд Смолл (не был указан в титрах) исполнил краткую роль варианта Меченого в фильме «Дэдпул и Росомаха».
- Бетел вернётся к роли Пойндекстера в сериале «Сорвиголова: Рождённый заново».

### Видеоигры
- Меченый появляется как босс в игре Daredevil для Game Boy Advance. В этой игре он ждёт Сорвиголову на строительной площадке. Сорвиголова показывает, что награда за его голову — обман. Меченый верит ему, но раскрывает, что он был в лиге с Амбалом. В отличие от фильма и комиксов, в игре Меченый в качестве оружия использует пистолет.
- Меченый появляется в качестве злодея в видео игре Punisher для ПК, PS2, Xbox. Озвученной Стивеном Блюмом, впервые появляется во время уровня Fisk Industries . Меченый был избит Карателем и выброшен из высокой вершины здания Амбала. По завершении игры он находится в бинтах и почти калекой, как Амбал, планирует отомстить Карателю
- Меченый появился как босс в Marvel: Ultimate Alliance, озвученный Питером Лури. Он состоит в Мастерах Зла доктора Дума, и пытался запустить ядерную ракету из ЩИТа на первом уровне. Также злодей для миссии Сорвиголовы и Электры. Он также имеет специальный диалог с ними.
- Меченый появляется как босс в последнем уровне The Amazing Spider-Man vs. The Kingpin.
- Меченый появляется в Marvel: Ultimate Alliance 2, озвученную Брайном Блумом.
- Меченый появляется в качестве злодея в Marvel Super Hero Squad Online[англ.], здесь его озвучивает Кристофер Дэниэл Барнс.
- Меченый фигурирует в качестве босса в игре на Facebook Marvel: Avengers Alliance.
- Меченый появляется в Lego Marvel Super Heroes, здесь его озвучивает Дэйв Боат.[32]
- Меченый появляется в игре Marvel: Future Fight и в качестве противника и в качестве персонажа за которого можно сыграть.

## Критика и отзывы
- В 2009 году Меченый занял 20-е место в списке 100 величайших злодеев комиксов по версии IGN[33].